# Västmanlands runinskrifter 16
Västmanlands runinskrifter 16, Vs 16, är en vikingatida runsten av granit med gulaktigt ytskikt i Tortuna kyrka, Tortuna socken och Västerås kommun. Stenen är 1,95 meter lång och 0,45 meter bred. Den är inmurad i liggande ställning i sakristians vägg ungefär 2 meter över golvet. Runhöjden är 7-12 centimeter. Stenen är kluven på längden och dess högra del saknas. Ristningen är gjord av en skicklig och van runmästare.

## Inskriften
Translitterering av runraden:
× ernbarua × lit × resa × sten × yf... ... hristi
Normalisering till runsvenska:
ernbarua let ræisa stæin æf[tiʀ] ... risti
Översättning till nusvenska:
Ärnbjörn(?) lät resa stenen efter ... ristade.